# شرکت مانیسمان

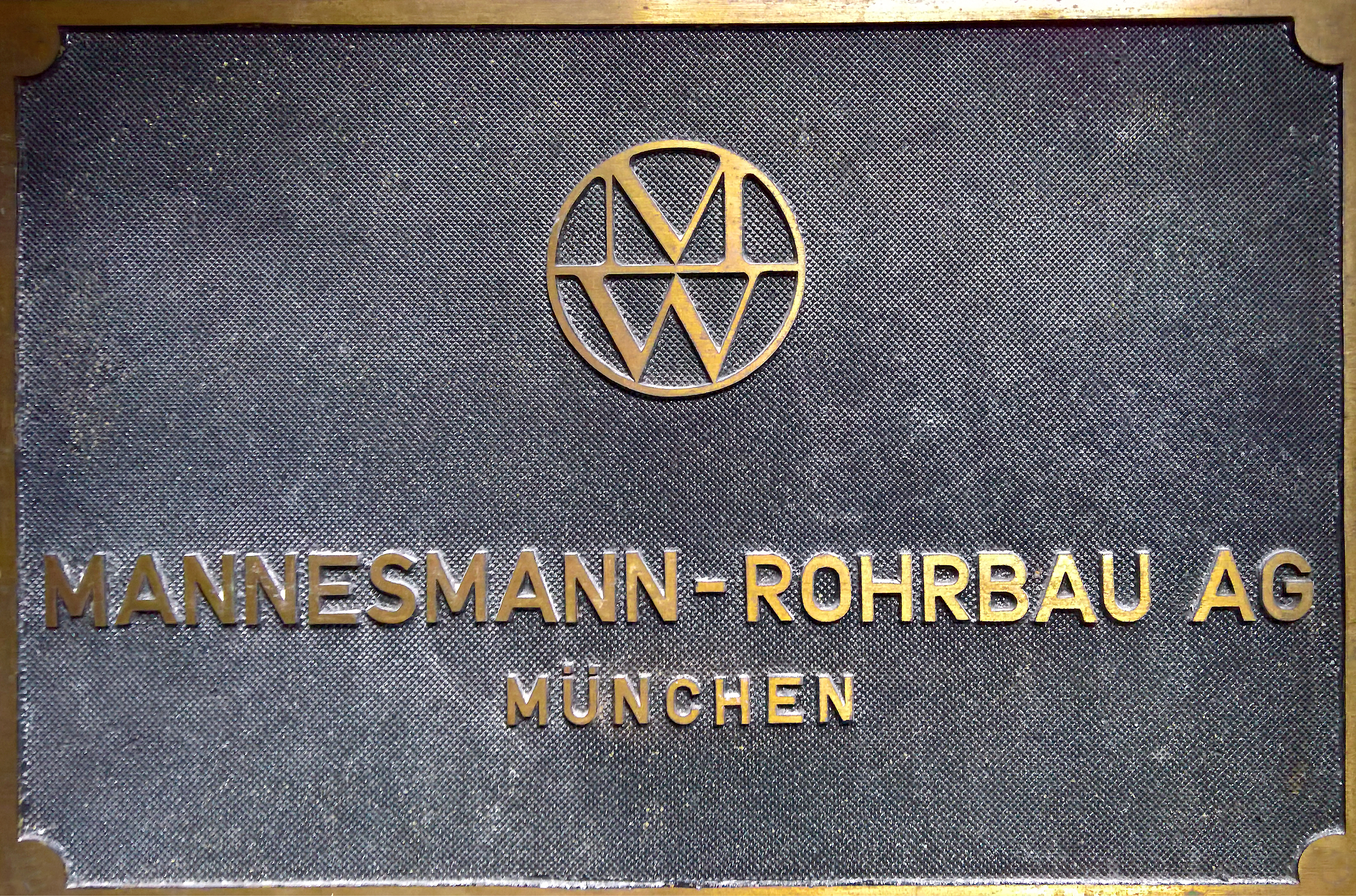
تابلوی برنجی از Mannesmann-Rohrbau AG – مونیخ

مانیسمان یک شرکت صنعتی آلمانی بود. این شرکت در ابتدا به عنوان تولیدکننده لوله‌های فولادی در سال ۱۸۹۰ با نام "کارخانه لوله مانیسمان ای جی آلمانی-اتریشی " تأسیس شد. در قرن بیستم، طیف محصولات مانیسمان رشد کرد و این شرکت در بخش‌های متعددی گسترش یافت. از محصولات مختلف فولادی و تجارت گرفته تا مهندسی مکانیک و برق، خودرو و مخابرات. از سال ۱۹۵۵، هلدینگ مدیریت کنگلومرا با دفتر مرکزی در دوسلدورف و نام مانیسمان ای جی نامگذاری شد.
موفقیت‌های شرکت در حوزه مخابرات، که از سال ۱۹۹۰ آغاز شد، دلیل اصلی تصاحب مانیسمان توسط شرکت مخابراتی بریتانیایی وودافون در سال ۲۰۰۰ بود. این ادغام هنوز یکی از بزرگترین ادغام شرکت‌ها در سراسر جهان است. در آن زمان، گروه مانیسمان دارای ۱۳۰۸۶۰ کارمند در سراسر جهان با درآمد ۲۳٫۲۷ میلیارد یورو بود.
پس از ادغام شرکت، نام مانیسمان از بخش‌های مهندسی، خودرو و مخابرات برداشته شد. پس از خرید بخش تولید لوله مانیسمان ای جی و برند مانیسمان، توسط کارخانه فولاد آلمانی سالزگیتر ای جی، شرکت مانیسمان به فعالیت خود در صنعت فولاد، به ویژه در صنعت لوله و لوله فولادی ادامه داد.

## تاریخچه

### استقرار و رشد به عنوان یک تولیدکننده لوله بین‌المللی

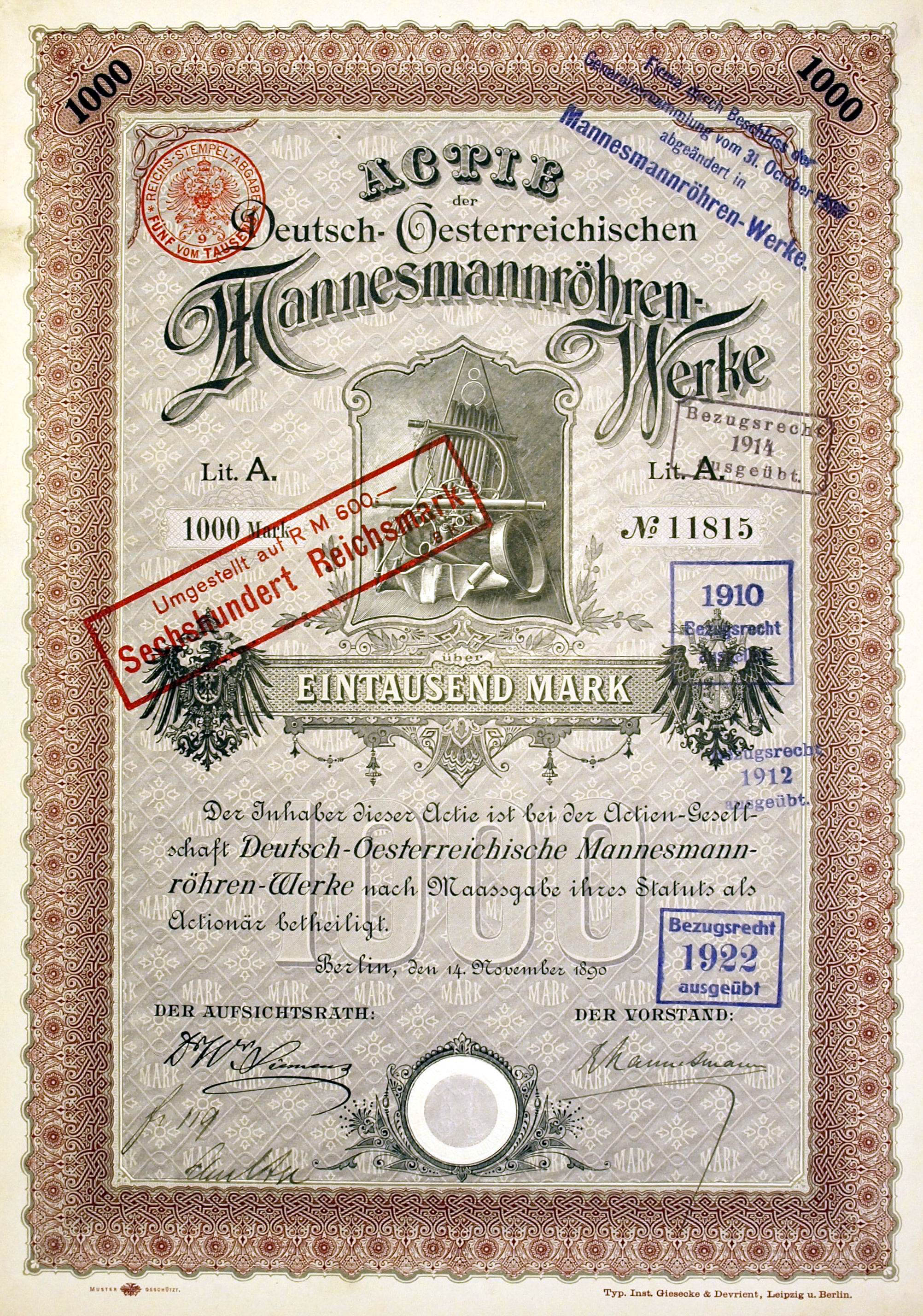
سهhم کارخانه لوله مانیسمان ای جی آلمانی-اتریشی، صادر شده ۱۴. نوامبر ۱۸۹۰

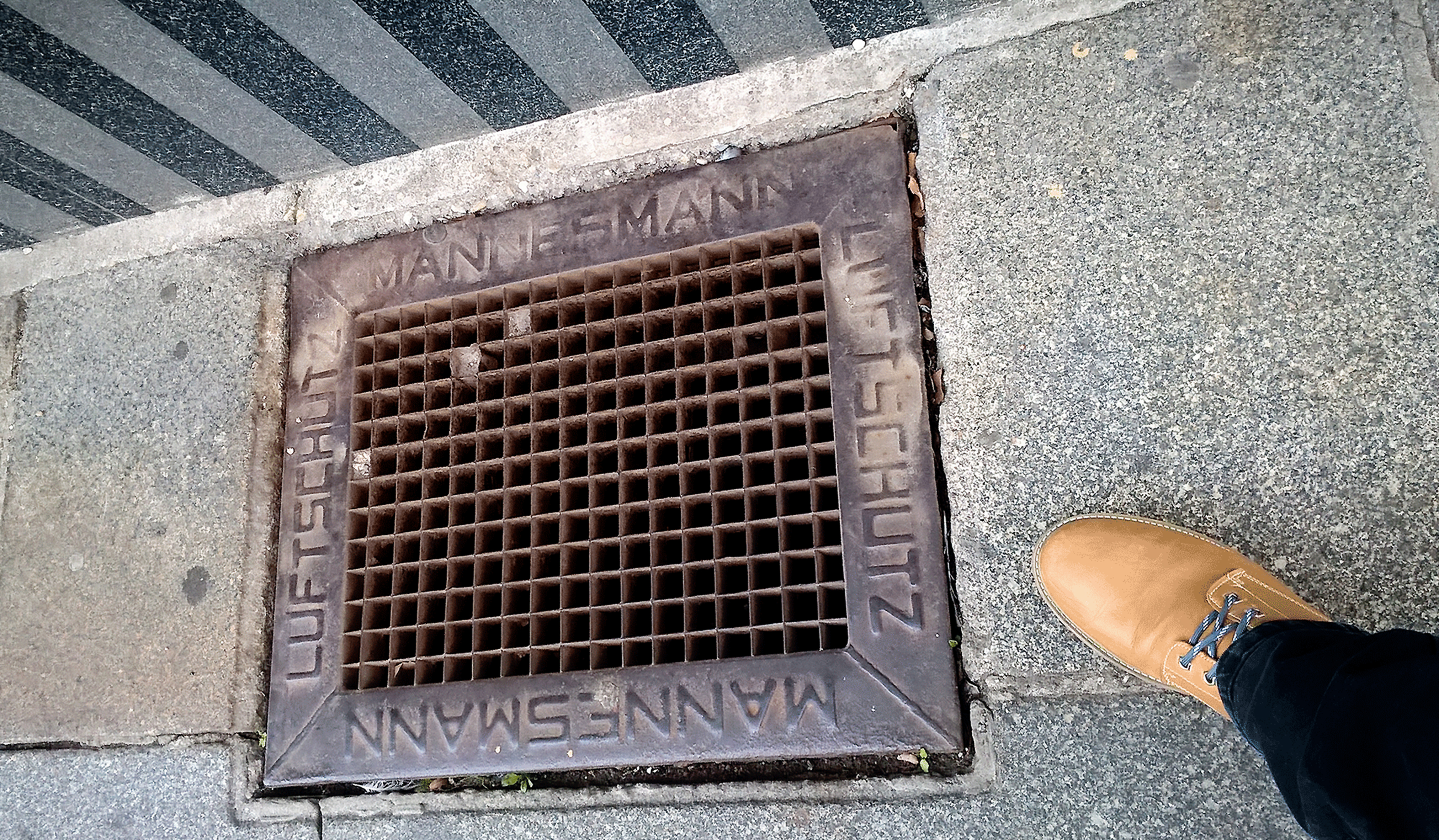
توری محافظ هوا مانیسمان - تالار شهر درسدن - حدود سال ۱۹۴۰

در سال ۱۸۸۶، دو برادر آلمانی با نام‌های راینهارد (۱۸۵۶–۱۹۲۲) و ماکس مانیسمان (۱۸۵۷–۱۹۱۵) حق ثبت اختراع فرایند نورد لوله‌های فولادی بدون درز (فرایند مانیسمان) را برای اولین بار در جهان دریافت کردند. بین سال‌های ۱۸۸۷ و ۱۸۸۹ آنها کارخانه‌های لوله‌سازی را همراه چندین شریک تجاری مختلف در بوس، آلمان، کوموتائو / بوهمیا، لندور / ولز و زادگاهشان یعنی رمشاید /آلمان تأسیس کردند. در سال ۱۸۹۰، به دلیل مشکلات فنی و مالی استارتاپی، کارخانه‌های لوله موجود، در کارخانه لوله مانیسمان ای جی آلمانی-اتریشی جمع شدند. دفتر مرکزی شرکت جدید در برلین بود.
راینهارد و ماکس مانیسمان، اولین هیئت مدیره را تشکیل دادند اما در سال ۱۸۹۳ آن را ترک کردند. در آن سال دفتر مرکزی شرکت به دوسلدورف - مرکز صنعت لوله و لوله آلمانی در آن زمان - منتقل شد. این شرکت در سال ۱۹۰۸ به مانیسمان ای جی تغییر نام داد.
در سال‌های بعد، موقعیت شرکت در صادرات که از ابتدا نیز مهم بود، با فراگیری کارخانه لوله‌سازی مانیسمان در لندور/ولز و همچنین تأسیس کارخانه لوله‌سازی مانیسمان در دالمینه /ایتالیا تثبیت و گسترش یافت. شعبه‌هایی برای انبار و فروش مستقیم، بعضاً با ظرفیت تولید لوله و کارگاه‌های تولیدی، با همکاری شرکت‌های معتبر در سراسر جهان، به ویژه در آمریکای جنوبی، آسیا و آفریقای جنوبی راه اندازی شد. علاوه بر این، شرکت مانیسمان ای جی تولید لوله‌های فولادی جوش داده شده، لوله‌های فولادی ضدزنگ و انواع دیگر لوله‌ها را آغاز کرد. این شرکت به تولیدکننده برتر لوله و لوله فولادی در سراسر جهان تبدیل شد

### گسترش با تولید زغال‌سنگ و فولاد
مانیسمان در دهه‌های اول آغاز کار خود، صرفاً یک تولیدکننده بود و بنابراین به شدت به تحویل مواد اولیه توسط شخص ثالث وابسته بود. در نیمه اول قرن بیستم، این شرکت برای کاهش ریسک تولید، شروع به یک گروه آهن و فولاد گسترش یافت. این گروه برای خود تولید سنگ معدن و زغال‌سنگ، فرآوری و تولید فولاد و همچنین یک بخش تجاری یکپارچه داشت. در دهه ۱۹۵۰، مانیسمان کارخانه‌های لوله سازی را در برزیل، کانادا و ترکیه تأسیس کرد

### تنوع بیشتر
در سال ۱۹۵۵، هلدینگ مدیریت گروه به مانیسمان ای جی تغییر نام داد. این گروه به توسعه خود به یک مجموعه بسیار متنوع ادامه داد. بخش‌های شرکتی مهندسی و خودرو که در اواخر دهه ۱۹۶۰ تأسیس شد، شرکت‌های معروفی مانند رکسروت، دیماگ، دماتیک، ساچز، VDO، بوگه، کینزل، کراوس مافایی، هارتمن و بران و تالی را تشکیل می‌داد. در گروه مانیسمان، برخی از این شرکت‌ها به رهبران بازار جهانی در بخش‌های تجاری مربوط تبدیل شدند.

### مخابرات
در سال ۱۹۹۰، به دنبال آزادسازی بازار مخابرات آلمان، مانیسمان یک بخش تجاری جدید راه اندازی کرد و اولین حامل شبکه تلفن همراه آلمان را با مالکیت خصوصی به نام دی تو مانیسمان تأسیس کرد. این شرکت، مانیسمان موبایلفانک جی ام بی اچ نام داشت. این شرکت رقیب اصلی اپراتور فعلی آلمان، تی-موبایل شرکت دویچه تلکام، که با نام دی ۱ نیز شناخته شده‌است، بود. علاوه بر این، مانیسمان بخش مخابرات خود را با شرکت‌هایی در آلمان، ایتالیا، بریتانیا و اتریش با ارائه خدمات یکپارچه که تلفن همراه و شبکه ثابت، اینترنت و تجارت از راه دور را پوشش می‌دهد، گسترش داد.

### تصاحب توسط وودافون و عواقب آن
شعبه مخابراتی مانیسمان در سراسر اروپا بسیار موفق بود و بنابراین در سال ۱۹۹۹، گروه مانیسمان طرحی را برای جدا کردن سایر بخش‌ها طراحی کرد. این بخش‌های صنعتی قرار بود از طریق شناورسازی بورس و تحت نام مانیسمان آتکس ای جی، در یک شرکت جداگانه، که یکی از بزرگترین شرکت‌های فهرست شده در شاخص سهام آلمان دکس باشد، ترکیب شوند. با این حال، قبل از تحقق این برنامه‌ها، با تصاحب مانیسمان توسط شرکت تلفن همراه بریتانیایی وودافون در سال ۲۰۰۰، نبرد تاریخی تصاحب به پایان رسید. در ۴ فوریه ۲۰۰۰، هیئت نظارت مانیسمان در نهایت با قیمت ۱۹۰ میلیارد یورو موافقت کرد که بالاترین قیمت خرید در آن زمان و تا اکنون است. بخش مخابراتی مانیسمان متعاقباً در گروه وودافون گنجانده شد. بخش‌های دیگر بلافاصله پس از معامله به شرکت‌های مختلف فروخته شد. منشأ مانیسمان، فعالیت‌های تولید لوله، همراه با نام تجاری مانیسمان به سالزگیتر ای جی فروخته شد.

## جنجال‌ها
در طول جنگ جهانی دوم، زمانی که شرکت تحت ریاست ویلهلم زانگن، فعال حزب نازی، بود، کارگران برده در کارخانه‌های نورد لوله، بکار گرفته می‌شدند. زنگن به دلیل درگیری ۴ ماه در زندان گذراند. او تا زمان بازنشستگی در سال ۱۹۶۶، یک چهره برجسته در مانیسمان باقی ماند.
در سال ۲۰۰۰، مانیسمان توسط گروه وودافون پی ال سی خریداری شد. برای هر سهم مانیسمان، ۵۳٫۷ سهم وودافون بدون مالیات معامله شد. این یک تصاحب بحث‌برانگیز بود، زیرا هرگز در آلمان شرکتی به بزرگی و موفقیت مانیسمان توسط مالکی غیر آلمانی خریداری نشده بود. گفته می‌شود که این ادغام در یک معامله خصوصی، بین مدیریت مانیسمان و وودافون منعقد شده‌است. این خرید توسط مدیر اجرایی وودافون، کریس گنت، و اسکات مید از گلدمن ساکس، مشاور ارشد در آن معامله، رهبری شد. شرایط معامله خارج از استانداردهای آلمان، پرداخت‌های جداگانه زیاد به مدیران برجسته شرکت، در سال ۲۰۰۴ منجر به محاکمه در دادگاه منطقه‌ای دوسلدورف شد. این محاکمه به دادگاه مانیسمان شناخته شده‌است. متهمان، از جمله رئیس هیئت نظارت در زمان تصاحب، یوزف آکرمن، و کلاوس اسر مدیر عامل سابق مانیسمن، ابتدا توسط دادگاه بی گناه شناخته شدند. با این حال، پس از تجدیدنظر، دادگاه فدرال دادگستری رای صادر شده را رد کرد و پرونده را برای محاکمه مجدد به لندگریچ ارجاع داد. در ۲۹ نوامبر ۲۰۰۶، دادرسی خاتمه یافت و متهمان با پرداخت میلیون‌ها یورو موافقت کردند.
بر اساس شرایط قرارداد تصاحب، مانیسمان به دنبال تضمینی از وودافون بود که نام و نام تجاری مانیسمان تحت مالکان جدید باقی خواهد ماند. این مورد توافق شد و معامله اعلام شد. با این حال، مدت کوتاهی پس از این، وودافون از توافقات خارج شد و نام تجاری خود را تغییر داد.

## شرکت‌های تابعه انفرادی

### مانیسمان آرکور
مانیسمان آرکور یک شرکت تلفن ثابت و اینترنت بود. از ماه مه ۲۰۰۸، زمانی که دویچه بان (۱۸٫۱۷ درصد) و دویچه بانک (۸٫۱۸ درصد) سهام خود را به وودافون فروختند، این شرکت تنها تحت مالکیت وودافون بوده‌است.